# Кобалт
Кобалт (Co, лат. cobaltum) метал је B групе са атомским бројем 27. Поседује 17 изотопа чије се атомске масе налазе између 35-64. Постојан је само 59, који чини скоро 100% његовог изотопа у природи. Кобалт је открио Георг Брандт 1735. године.
Po starijem sistemu imenovanja, ubrajao se u 8. sporednu grupu odnosno platinsko-željeznu grupu. Posebnost predstavlja atomska masa prirodnog kobalta, koja iznosi 58,93 te je tako viša od prosječne atomske mase nikla (58,69), elementa koji se nalazi nakon njega u periodnom sistemu. Ovakva posebnost također je prisutna i između argona (39,95) i kalija (39,1) kao i između telura (127,6) i joda (126,9).

## Историја
Руде и једињења кобалта су познати већ веома дуго и употребљавали су се претежно за бојење стакла и керамике (кобалтно плаво). У средњем веку, његова једињења су се често сматрали врло вредним рудама сребра и бакра. Међутим, пошто су се врло тешко обрађивали а због удела арсена испуштали су врло неугодне мирисе, доспели су на „зао” глас као „зачарани”. Према легенди, гномови (коболди) су појели вредно сребро а на његово мјесто оставили безвредну руду боје сребра. Поред кобалта, биле су ту и руде волфрама и никла. Ове руде су касније рудари називали погрдним именима попут „никл”, „волфрам” (у слободном преводу „вучија пена” преко латинског lupi spuma), те тако и гномова руда (коболдова руда) из чега је кобалт касније добио и име. Шведски хемичар Георг Брандт је 1735. открио овај, до тада непознат елемент, те му дао данашње име.

## Особине

### Физичке
Кобалт је челично-сиви, веома тврди тешки метал, густине од 8,89 g/cm3. Он је феромагнетичан са Киријевом температуром од 1150 °. Употребљава се као додатак магнетичним рудама. Кобалт се јавља у две модификације: α-кобалт и β-кобалт. Испод 400 ° је стабилна α-модификација, кристализована у хексагонално-најгушћој кристалној структури у просторној групи  и параметрима решетке a&nbsp;=&nbsp;250,7&nbsp;pm и c&nbsp;=&nbsp;406,9&nbsp;pm, као и две формулске јединице по елементарној ћелији. На температури изнад 400 ° прелази у β-облик кобалта са кубном, површински центрираном структуром и параметром решетке a&nbsp;=&nbsp;354,4&nbsp;pm.
Као типични метал, кобалт доста добро проводи топлоту и електричну струју (електрична проводљивост износи 26% проводљивости бакра).

### Хемијске
У хемијским реакцијама сличан је жељезу и никлу, пошто се стајањем пасивизира (у присуству ваздуха). Раствара се само у киселинама које длују оксидирајуће. Кобалт има електродни потенцијал од −0,277 V те спада у неплемените елементе. У једињењима се јавља претежно у оксидационим стањима +2 и +3. Међутим, у неким једињењима може се јавити и у оксидационим стањима -1, 0, +1, +4 и +5. Кобалт гради велики број углавном обојених комплекса. За разлику од ковалентних једињења, код њега је оксидацијско стање +3 много чешће и стабилније од стања +2.

### Изотопи
Познато је укупно 28 изотопа и 10 нуклеарних изомера кобалта између 47 и 75Co. Природни кобалт се у потпуности (100%) састоји из изотопа 59Co, те је он један од 22 једноизотопских хемијских елемената. Овај изотоп се може испитати помоћу НМР спектроскопије.
Нуклид 57 распада се захватом електрона на 57Fe. При преласку на основно стање језгра-кћерке емитује гама зрачење, које има енергије од 122,06 keV (85,6%) и 14,4 keV (9,16%). Основни вид примене изотопа 57Co је у Месбауеровој спектроскопији за разлучивање између дво- и тровалентног жељеза.
Најдуговечнији радиоактивни изотоп кобалта је 60 (кобалт-60 са спином од 5+), који има време полураспада од 5,27 година а распада се прво бета-распадом преко побуђеног стања те затим емисијом гама-зрака (два гама кванта енергија 1,17 и 1,33 MeV) прелази у основно стање нуклида (спин 0+) који се распада на 60Ni (са спином 4+). Из тог разлога 60Co се употребљава као извор гама зрачења за стерилизацију или конзервирање намирница као и за испитивање материјала (зрачењем) и у терапијама рака („кобалтна терапија”). У медицини се такође могу користити и други изотопи попут 57 или 58Co као трејсери.
Изотоп 60Co се добија искључиво путем активирања 59 помоћу неутрона. Као извор неутрона за добијање мањих количина служе изотопи који се спонтано распадају као што је 252, dok se za pravljenje većih količina koriste peleti 59Co постављени у ток неутрона у нуклеарним реакторима. Настанак изотопа 60 из 59Co pод дејством неутронског бомбардовања може се потенцијални злоупотребити и за појачавање деловања атомског оружја, код којег долази до емисије неутрона. Такво атомско оружје где је нуклеарна бојева глава окружена слојем кобалта назива се кобалтна бомба. При детонацији те бомбе настају снажни гама емитери, те околина постаје много јаче контаминирана него што би била озрачена обичном атомском бомбом. Ако се изотоп 60Co не одлаже и складишти према прописима, него се истопи са обичним кобалтом те преради у металне производе и челик, може се десити да тако произведени метални или челични производи буду знатно радиоактивни.
У Вуовом експерименту изведеном 1956. кориштен је изотоп 60Co када је помоћу парадокса паритета (парности) откривена сила слабе интеракције.

## Заступљеност
Заступљен је у земљиној кори у количини од 20 ppm (енг. parts per million) у облику два минерала: Смалтита и кобалтита које обично прате руде бакра и никла

## Једињења
Несиметричне соли кобалта нпр.  имају јаке феромагнетске особине и користе се у електроници. Комплексна једињења карбоникла и фосфини користе се као катализатори многих органских реакција. Раствори соли кобалт (II) i (III) имају крваво-црвену, и плаву боју и користе се у производњи боја.

## Биолошки значај
Кобалт је активатор бројних ензима у живим организмима. Витамин B12 (утиче на количину хемоглобина и број црвених крвних зрнаца у крви), садржи у својој структури кобалт који је координативно везан са органским делом молекула и једним CN- јоном. Ипак минималне дневне потребе за кобалтом су веома мале 0,05 ppm.